# Cá vền
Cá vền hay cá vền thông thường, cá vền nước ngọt (Danh pháp khoa học: Abramis brama) là một loại cá nước ngọt ở châu Âu thuộc họ Cá chép (Cyprinidae). Nó được coi là loài duy nhất trong chi Abramis.

## Đặc điểm
Chúng có thân cao và dẹp hai bên, vảy màu trắng bạc. Đây là giống cá sống ở vùng nước sạch, thức ăn cho chúng chủ yếu là sinh vật, thực vật như các con côn trùng, rau, tảo, lá cây...Các vây màu xám đen, nhưng không bao giờ có màu đỏ. Cá vền thông thường có thể dễ dàng bị nhầm lẫn với cá vền trắng (Blicca bjoerkna), đặc biệt là ở giai đoạn còn nhỏ (cá bột). Cá vền thường sống ở các sông (đặc biệt là ở hạ lưu) và trong các hồ giàu chất dinh dưỡng và ao với đáy bùn và nhiều tảo. Nó cũng có thể được tìm thấy trong vùng biển nước lợ.
Vào ban đêm cá vền có thể kiếm ăn gần bờ và trong vùng biển với đáy cát và nước trong thì các hố kiếm ăn có thể được nhìn thấy vào ban ngày. Cái miệng căng to của cá giúp nó đào được ấu trùng, sâu, động vật hai mảnh vỏ, và chân bụng. Các cá vền lọc nước và sinh vật phù du. Ở các vùng nước rất đục, cá vền thông thường có số lượng lớn, có thể dẫn đến sự thiếu hụt con mồi sống. Cá vền sinh sản từ tháng Tư đến tháng Sáu, khi nhiệt độ nước khoảng 17 °C (63 °F). Khi cá chết thì chúng sẽ chết theo kiểu nổi đầu.